# Shaun Evans
Shaun Evans (født 6. marts 1980 i Liverpool) er en engelsk skuespiller, der kendes fra ITV's krimiserie Unge Morse (engelsk: Endeavour), hvor han spiller hovedrollen som den unge Endeavour Morse.

## Filmografi

### Film
| År   | Titel                               | Rolle        | Noter      |
| ---- | ----------------------------------- | ------------ | ---------- |
| 2003 | The Boys and Girl from County Clare | Teddy        |            |
| 2004 | Being Julia                         | Tom Fennel   |            |
| 2006 | Cashback                            | Sean Higgins |            |
| 2006 | The Situation                       | Wesley       |            |
| 2007 | Gone                                | Alex         |            |
| 2007 | Sparkle                             | Sam Sparkes  |            |
| 2007 | Boy A                               | Chris        |            |
| 2008 | Telstar: The Joe Meek Story         | Billy Kuy    |            |
| 2009 | Dread                               | Quaid        |            |
| 2009 | Princess Kaiulani                   | Clive Davies |            |
| 2011 | Wreckers                            | Nick         |            |
| 2011 | Archaeology                         | Noah         | Short film |
| 2014 | War Book                            | Tom          |            |

### Tv
| År        | Titel                   | Rolle                   | Noter                                         |
| --------- | ----------------------- | ----------------------- | --------------------------------------------- |
| 2001      | Sam's Game              | Tom                     | Episodes 3 & 5: "Mumma's" and "Slogan"        |
| 2002      | Teachers                | John Paul Keating       | Series regular. Series 2; Episodes 1–10       |
| 2002      | The Project             | Andy Clark              | Television film                               |
| 2005      | The Virgin Queen        | Earl of Southampton     | Mini-series; Episodes 2 & 4                   |
| 2006      | Murder City             | Ryan Everitt            | Series 2; Episode 3: "Death of a Ladies' Man" |
| 2007      | Inspector George Gently | Lawrence Elton          | Series 1; Episode: "Gently Go Man"            |
| 2009      | Ashes to Ashes          | PC Kevin Hales          | Series 2; Episodes 1 & 3                      |
| 2009      | The Take                | Jimmy Jackson           | Mini-series; Episodes 1–4                     |
| 2010      | Come Rain Come Shine    | David Mitchell          | Television film                               |
| 2011      | The Defenders           | Ricky Hall              | Series 1; Episode 17: "Nevada v. Greene"      |
| 2011      | Monroe                  | Lee Bannister           | Series 1; Episode 1                           |
| 2012      | Whitechapel             | Sly Driscoll            | Series 3; Episodes 1 & 2                      |
| 2012      | Silk                    | Daniel Lomas            | Series 2; Episodes 4–6                        |
| 2012      | The Last Weekend        | Ian                     | Mini-series; Episodes 1–3                     |
| 2012–2023 | Unge Morse              | DC/Sgt. Endeavour Morse | Main role. Series 1–9; 36 episodes            |
| 2015      | The Scandalous Lady W   | Sir Richard Worsley     | Television film                               |
| 2021      | Vigil                   | Elliot Glover           | Series regular. Series 1; Episodes 1–6        |
| 2024      | Until I Kill You        | John Sweeney            | Main role. Mini-series; Episodes 1–4          |
| TBA       | Betrayal                | John Hughes             | Main role. Pre-production                     |

### Teater
| År   | Skuespiller               | Rolle                  | Scene                                   | Noter       |
| ---- | ------------------------- | ---------------------- | --------------------------------------- | ----------- |
| 2005 | Blue/Orange               | Bruce                  | Crucible Theatre, Sheffield & UK Tour   |             |
| 2009 | Kurt and Sid              | Kurt Cobain            | Trafalgar Theatre, London               |             |
| 2014 | Miss Julie / Black Comedy | Jean / Harold Gorringe | Chichester Festival Theatre, Chichester | Double bill |
| 2015 | Hello/Goodbye             | Alex                   | Hampstead Theatre, London               |             |
| 2021 | Manor                     | Ted Farrier            | Lyttelton Theatre, London               |             |
| 2024 | Here In America           | Gadg (Elia Kazan)      | Orange Tree Theatre, London             |             |